# Stazione di Assemini
La stazione di Assemini è una fermata ferroviaria situata lungo la ferrovia Cagliari-Golfo Aranci al servizio del comune di Assemini, di cui è lo scalo principale.

## Storia

La allora stazione nella prima metà del Novecento

La fermata, situata nella zona sud di Assemini, nacque negli anni settanta del XIX secolo ad opera della Compagnia Reale delle Ferrovie Sarde, la società a cui era stata affidata la costruzione delle prime ferrovie pubbliche della Sardegna. Nel 1871 fu aperto al traffico il primo tronco ferroviario realizzato dalle Ferrovie Reali, il Cagliari-Villasor, passante anche per lo scalo asseminese.
Passata alle FS nel 1920, la fermata, dotata in origine di un solo binario (più un binario tronco per lo scalo merci) vide successivamente raddoppiare i binari per il servizio passeggeri, per poi riprendere nel secondo dopoguerra le caratteristiche di fermata ferroviaria, in occasione dei lavori di raddoppio della linea tra Cagliari e Decimomannu effettuati nella prima metà degli anni ottanta. Sempre in occasione dei lavori di raddoppio, la fermata fu dotata in quegli anni di un sottopassaggio pedonale. Nel 1987 il fabbricato viaggiatori dell'impianto, più volte modificato nel corso dei decenni, venne chiuso e ne cessò l'utilizzo per fini ferroviari, ospitando in seguito un'abitazione privata ed un bar, prima che il piano terra fosse riutilizzato come sala d'attesa dai primi anni venti.

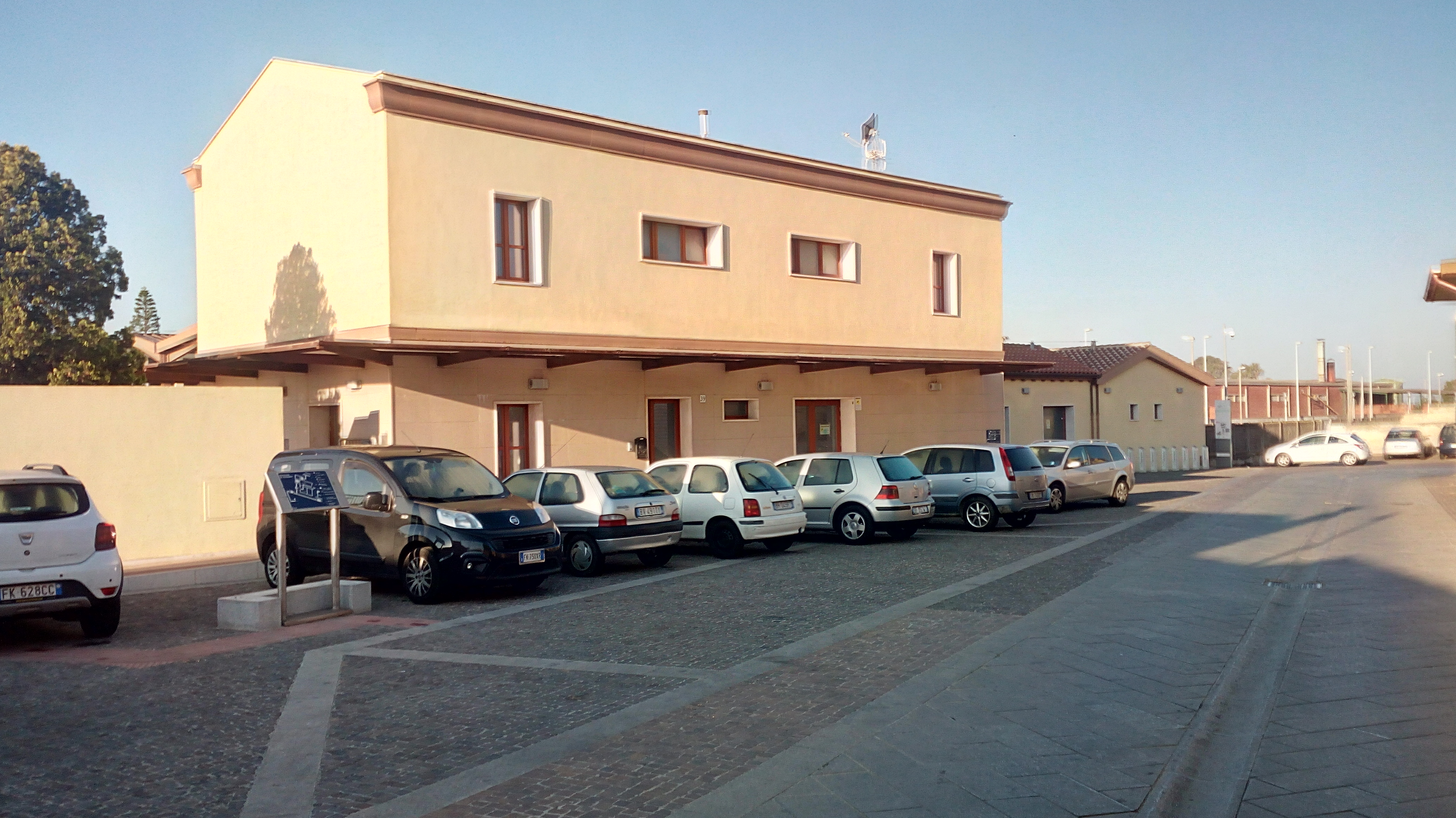
Il fabbricato viaggiatori e l'antistante via San Cristoforo

Sempre nella seconda metà degli anni ottanta nella fermata furono installate le catenarie per l'alimentazione elettrica dei treni, nell'ambito dei test del progetto, poi abortito, di elettrificazione a corrente alternata della Dorsale Sarda. Nonostante lo stop datato 1990, l'infrastruttura di alimentazione aerea per i locomotori elettrici è rimasta in posa nello scalo sino a metà del decennio successivo. Con l'inizio del nuovo millennio la fermata ha assunto particolare importanza per il servizio metropolitano effettuato da Trenitalia tra Cagliari e Decimomannu. Nell'ambito di questo progetto sono stati portati avanti lavori di adeguamento anche nello scalo, che hanno riguardato il rifacimento del sottopassaggio pedonale della stazione, oltre alla risistemazione e all'allungamento delle banchine occupando anche l'area un tempo adibita al servizio merci.

## Strutture e impianti

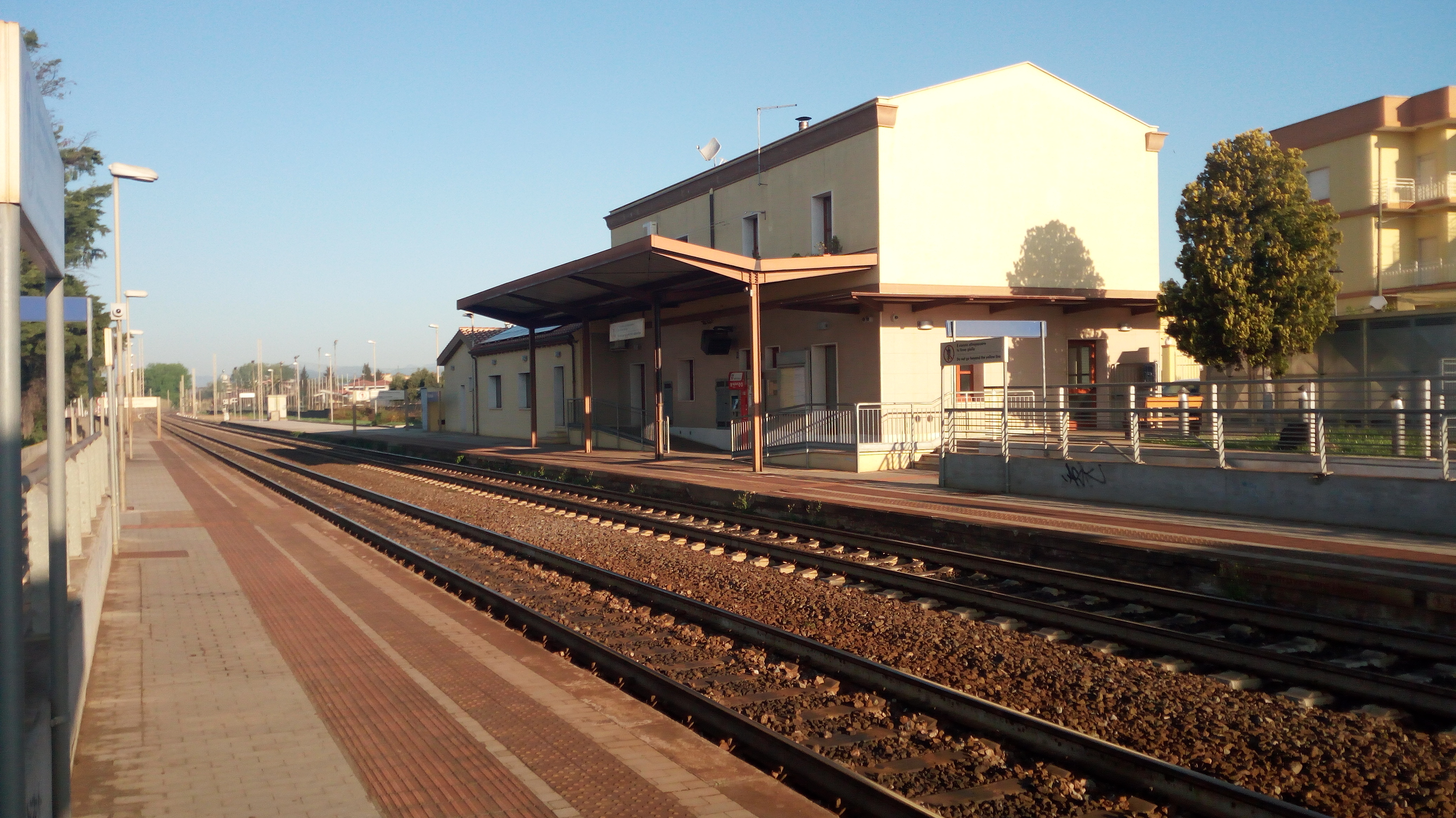
Vista dell'impianto nel 2019

Costruito lungo la linea Cagliari-Golfo Aranci, all'interno del tratto a doppio binario tra Cagliari e Decimomannu, lo scalo di Assemini è dotato di due binari, entrambi di corsa, ognuno dotato di propria banchina. In precedenza era presente un terzo binario tronco che serviva lo scalo merci dell'impianto, successivamente dismesso, che si attestava a est del fabbricato viaggiatori. Quest'ultimo, esteso su due piani ed a pianta rettangolare a 4 luci sui lati principali, non è più utilizzato per le finalità legate al servizio ferroviario dal 1987.
La fermata è impresenziata.

## Movimento
La fermata è servita da treni regionali espletati da Trenitalia, ed è l'unica delle 3 fermate asseminesi da cui è possibile raggiungere tutte le destinazioni servite dalla società nell'isola. Sempre Trenitalia serve l'impianto con i suoi treni metropolitani, nell'ambito del servizio ferroviario metropolitano di Cagliari

## Servizi

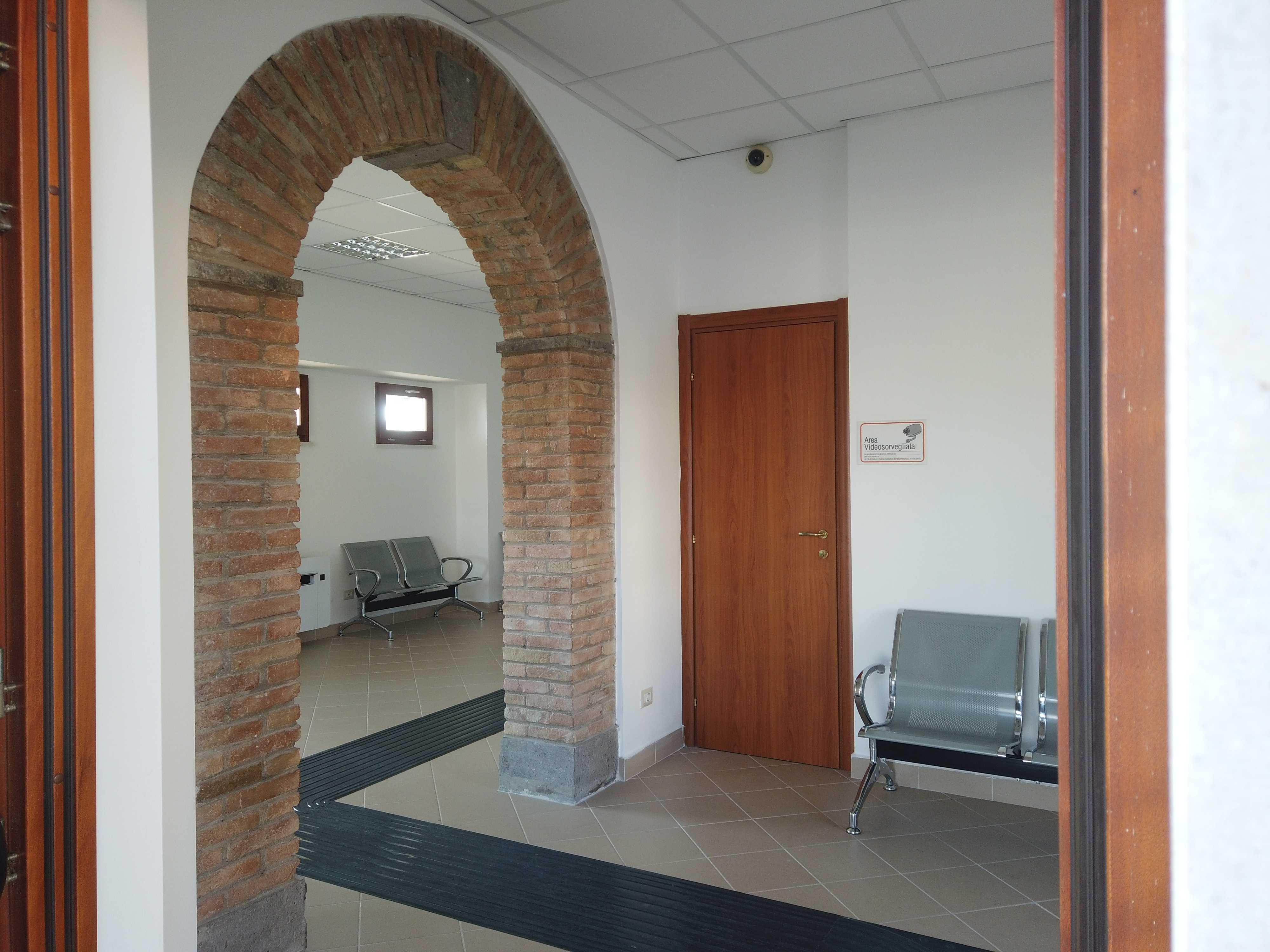
La sala d'attesa presente all'interno del fabbricato viaggiatori

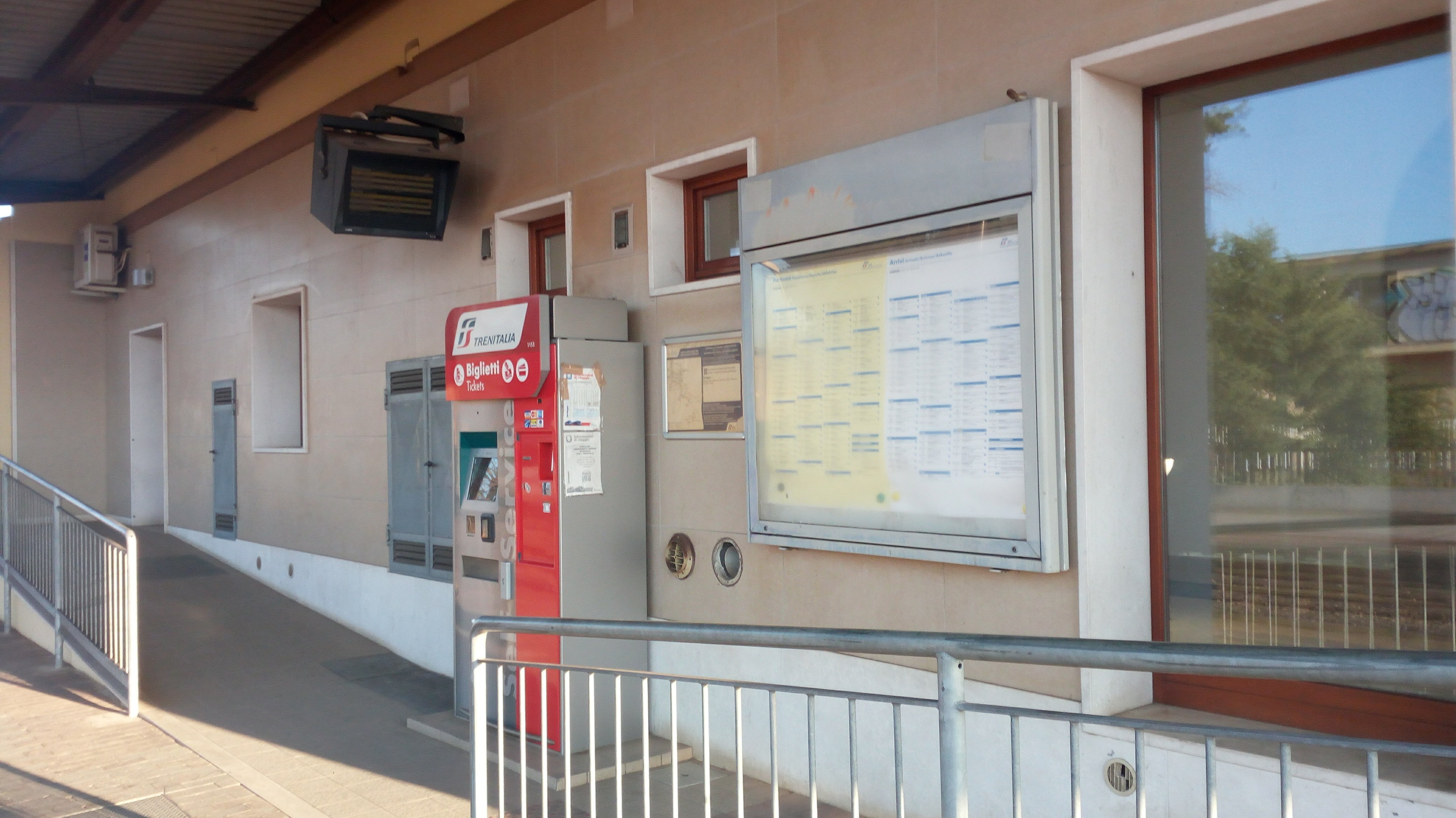
La biglietteria automatica e i tabelloni degli orari posti sulla banchina del binario 1

La fermata, che RFI classifica nella categoria "silver", è dotata di 2 banchine (di cui una attigua al fabbricato viaggiatori) collegate tra loro da un sottopassaggio pedonale, ed è accessibile a persone con handicap di tipo motorio, visivo uditivo.
In passato l'impianto era dotato di biglietteria a sportello e servizi igienici. Permane tuttavia in loco una biglietteria automatica e una sala d'attesa climatizzata.
- Biglietteria automatica
- Sala d'attesa